# Ojo apotropaico

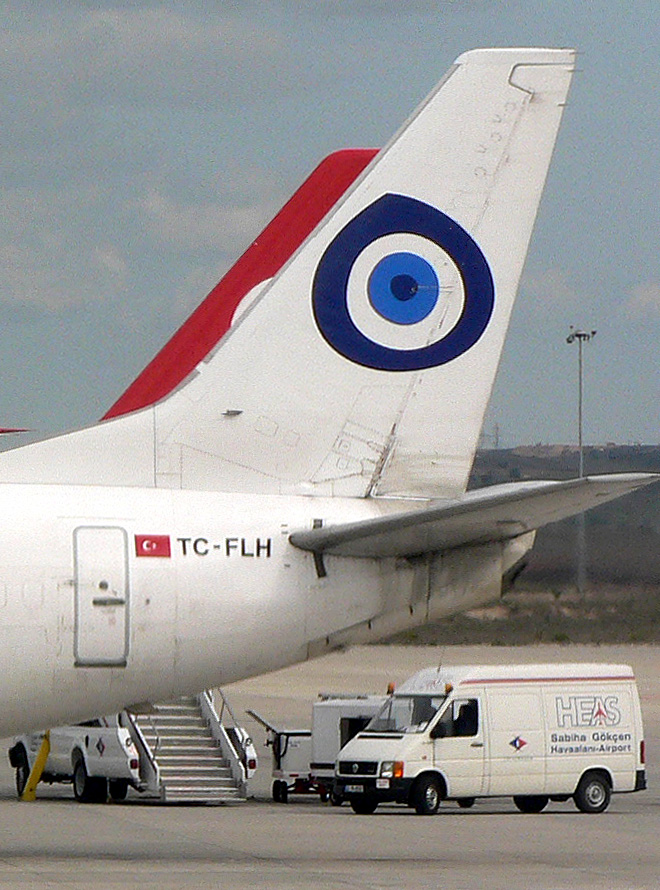
El antiguo símbolo nazar, un estilizado ojo apotropaico pintado en la cola de un avión.

El ojo apotropaico es una pintura simbólica de uno o más ojos que se usan como amuleto para protegerse del mal.
El signo figura por lo común en las vasijas griegas del siglo VI a. C., siendo quizás hecho con la idea de retener a los espíritus malignos para que no entraran por la boca mediante el vino. 
Se pueden apreciar también en el arte turco y en el arte del Antiguo Egipto.